# San Miguel (Ekwador)
San Miguel – miasto w Ekwadorze, w prowincji Bolívar, stolica kantonu San Miguel.

## Opis
Miejscowość została założona w 1877 roku. Patronem miasta jest św Michał Archanioł. Przez miasto przebiega droga krajowa E491.